# John Nicholson (artista plástico)
John Vincent Nicholson (Comanche, 1951) é um pintor estadunidense. Mudou-se para o Rio de Janeiro no final dos anos 1970 e, devido à sua atuação como professor Escola de Artes Visuais do Parque Lage na década de 1980, é considerado um dos mestres da chamada Geração 80.

## Vida
Nascido na cidade de Comanche, no Texas, estudou artes plásticas na Universidade de Houston e na Universidade do Texas nas décadas de 1960 e 1970. Radicando-se no Brasil em 1977, leciona pintura na Escola de Artes Visuais do Parque Lage a partir de 1980, onde entra em contato com Luiz Aquila e Cláudio Kuperman. Com estes, produz a obra Grande Tela, manifestando a pintura da Geração 80. Foi professor de Cristina Canale, Adriana Varejão e Daniel Senise, entre outros.